# Lyrikline.org
Lyrikline.org ist eine Initiative des  Hauses für Poesie Berlin und wurde im November 1999 als deutschsprachige Internetplattform für Lyrik eröffnet. 

## Geschichte
Lyrikline.org hat sich seit Bestehen zu einem kulturellen Brückenprojekt im Netz entwickelt, das Poesie über Grenzen und Sprachbarrieren hinweg für jedermann zugänglich macht. Seit Oktober 2014 sind 1000 Dichterstimmen zu hören. Peter Huchel war am Samstag, den 18. Oktober 2014 die tausendste Stimme auf der Website Lyrikline. Es waren zu diesem Zeitpunkt Dichter aus 102 Ländern mit rund 9000 Gedichten in 63 Sprachen und über 12.700 Übersetzungen in 66 Sprachen verfügbar. Auf Lyrikline werden alle Gedichte in der Originalversion vom Autor selbst gesprochen. Es werden inzwischen mehr als 1783 Dichter in 93 Sprachen im Originalton, über 15.000 Gedichte in Originalsprache und in über 24.000 Übersetzungen präsentiert (Stand: Dezember 2024). Die Website verzeichnet pro Monat 150.000 Besucher (Stand: März 2019).
Lyrikline.org steht seit dem Start unter der Schirmherrschaft des ehemaligen Bundestagspräsidenten Wolfgang Thierse und seit dem Jahr 2002 auch unter der Schirmherrschaft der Deutschen UNESCO-Kommission. Außerdem ist die Plattform als „eine exzellente Form einer zeitgemäßen, grenzüberschreitenden Kulturarbeit“ als UNESCO-Projekt vorgeschlagen worden. Im Jahr 2001 wurde Lyrikline.org von den Vereinten Nationen mit dem Internationalen UN-Logo „Jahr des Dialogs zwischen den Kulturen“ geehrt, 2005 erhielt der Internetauftritt des Projekts den Grimme Online Award in der Sparte Kultur und Unterhaltung.